# سيمون فرنسيس
سيمون فرنسيس (15 أغسطس 1978 في المملكة المتحدة - ) (بالإنجليزية: Simon Francis)‏ هو لاعب كريكت بريطاني. لعب مع نادي مقاطعة هامبشاير للكريكت ‏ ونادي مقاطعة نوتنغهامشير للكريكت ‏ ونادي مقاطعة سومرست للكريكت ‏.

## وصلات خارجية
- سيمون فرنسيس على موقع إي آس بي آن كريك إنفو (الإنجليزية)